# Korrazin
Korrazin (från italienskans corazzina) är en harneskbeklädnad, bestående av på linneväv eller läder fastnitade, varandra överskjutande små stålplattor, placerade innerst mot kroppen.
Korrazinen var på utsidan vanligen överdragen med sammet eller siden. Korrazin brukades först i Italien på 1500-talet men stammar troligen från den medeltida lentnern. Den fick stor användning bland samtiden rikare militärer även i övriga Europa.